# Грэм, Роберт
Роберт Грэм (англ. Robert Graham, 3 декабря 1786 — 7 августа 1845) — британский (шотландский) ботаник, профессор ботаники, врач, доктор медицины. 

## Биография
Роберт Грэм родился в городе Стерлинг 3 декабря 1786 года. 
После изучения медицины в Эдинбургском университете и Университете Глазго он практиковал в течение нескольких лет в Глазго. В 1820 году Грэм стал профессором ботаники в Эдинбургском университете, и также стал врачом в Royal Infirmary of Edinburgh. Как преподаватель ботаники он достиг справедливого успеха, и Королевский ботанический сад Эдинбурга процветал благодаря его заботе. Грэм опубликовал ряд ботанических работ, в основном описывая новые виды, в «Edinburgh New Philosophical Magazine», «Curtis's Botanical Magazine» и «Companion to the Botanical Magazine». Роберт Грэм внёс значительный вклад в ботанику, описав множество видов растений. Среди растений, которые он описал, был австралийский кустарник Lasiopetalum macrophyllum. 
Роберт Грэм умер в Пертшире 7 августа 1845 года после продолжительной болезни. 

## Научная деятельность
Роберт Грэм специализировался на семенных растениях. 